# Biserica reformată din Arad
Biserica Reformată din Arad” este un lăcaș de cult din orașul Arad, care datează din anul 1847. Lăcașul de cult are elemente reprezentând stilul baroc.

## Arhitectura
În turn sunt amplasate cele două clopote ale bisericii, clopote acționate prin comandă electrică. Nava bisericii are formă dreptunghiulară și gazduiește strane de lemn, asigurând locul a aproximativ 400 de credincioși. Stranele sunt amplasate în trei grupuri poziționate după tiparele reformate, acestea formând un careu care are în centru amvonul amplasat median pe latura mare a sălii. Pe laturile scurte ale sălii sunt construite două balcoane, situate lateral față de locul în care se predică.
Orga pneumatică, este amplasata în balconul din dreapta amvonului, pe peretele opus intrării principale, acesta fiind rezultatul transformărilor și configurațiilor din ce în ce mai performante ale inițialului instrument construit de firma Vegenstein din Timișoara, în anul 1860. După ce a fost mutată din balconul de sub turn, orga a fost reconfigurată și mărită în anii 1890 și în 1925. Orga are două manuale și pedalier, este bine întretinuta, acesta fiind probabil unul din motivele pentru care aici sunt susținute recitaluri de orgă sau concerte de muzică de cameră în care diverse instrumente, sau uneori voci, sunt acompaniate de orga bisericii. Tot în 1925, atunci când s-a adus ultima modificare majoră orgii din biserică, parohia reformată l-a contractat pe arhitectul Ludovic Szantay să proiecteze anexele aflate în spatele lăcașului, printre care și camera de rugăciune a parohiei.